# Orchis pauciflora
Orchis pauciflora är en orkidéart som beskrevs av Michele Tenore. Orchis pauciflora ingår i släktet nycklar, och familjen orkidéer. Inga underarter finns listade i Catalogue of Life.

## Bildgalleri

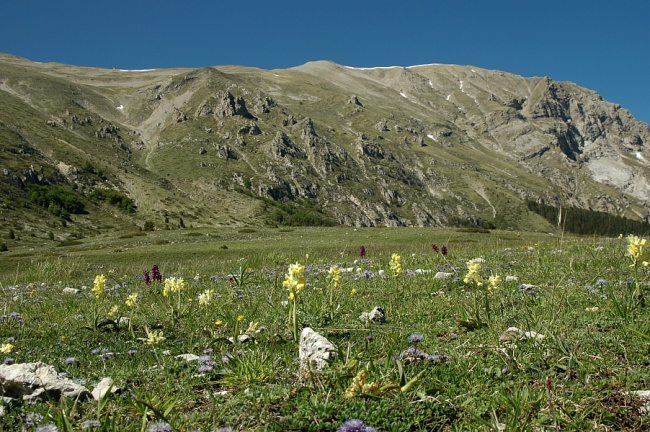
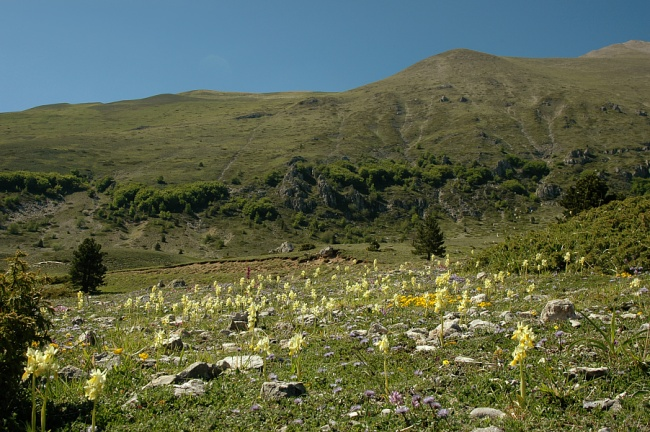
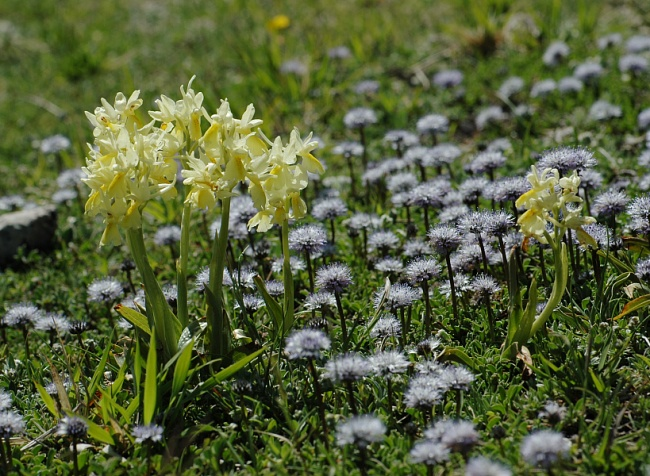
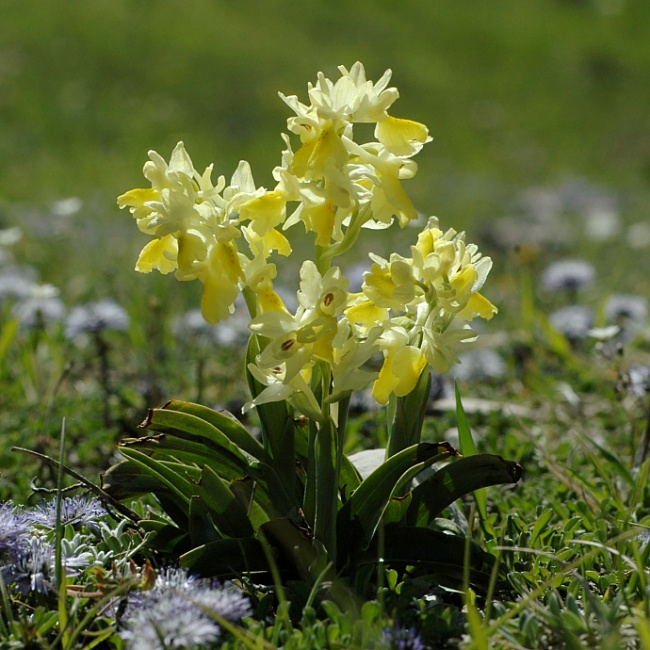
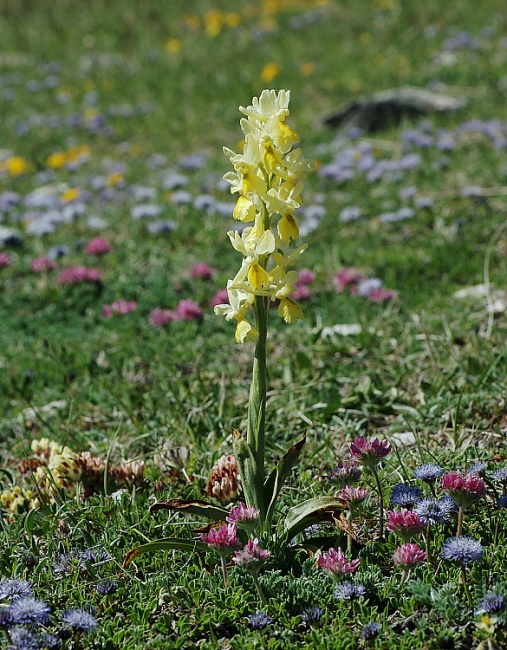
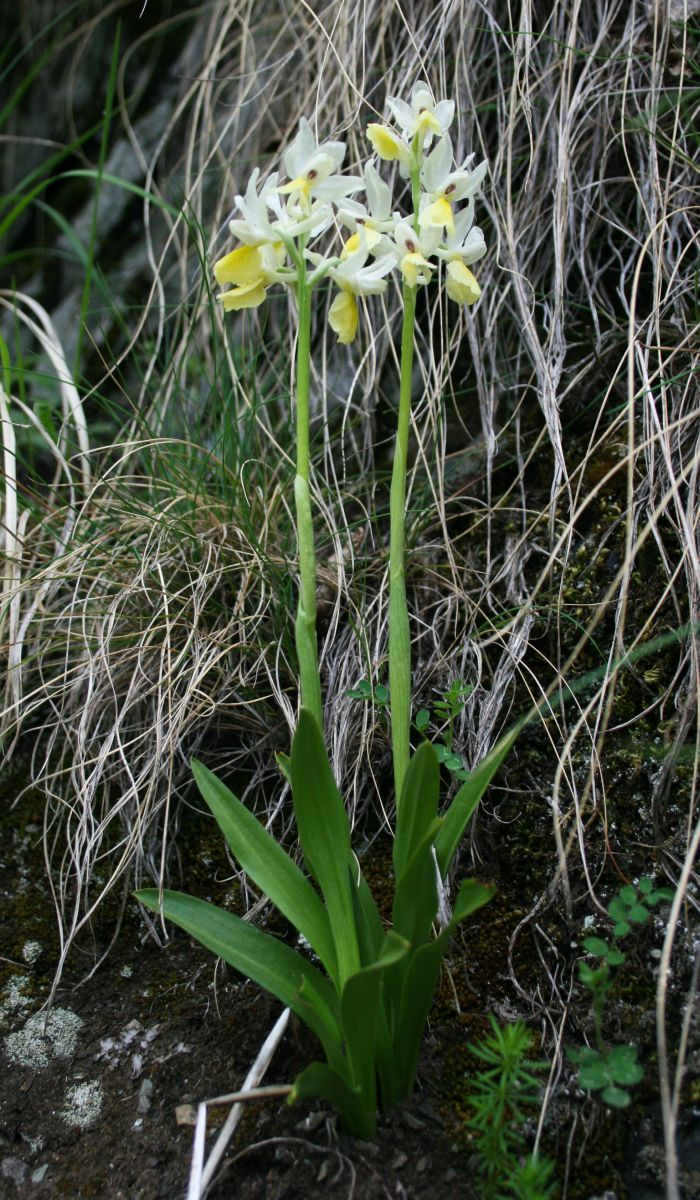